# Vuela alto
Vuela alto es el nombre del 8º álbum de estudio grabado por la cantante española Paloma San Basilio. Fue lanzado al mercado bajo el sello discográfico español Hispavox en junio de 1986. Contó con la producción de Juan Carlos Calderón. La canción más destacada es "Cariño mío". El nombre de este álbum también hace alusión a la gira mundial que realizó con este disco.

## Lista de canciones
| Vuela alto |                            |                                           |          |  |
| N.º        | Título                     | Escritor(es)                              | Duración |  |
| 1.         | «Cariño mío»               | Juan Carlos Calderón                      |          |  |
| 2.         | «Soy»                      | Juan Carlos Calderón                      |          |  |
| 3.         | «Para aprender a quererte» | Juan Carlos Calderón · Luis Gómez Escolar |          |  |
| 4.         | «Mi ordenador»             | Juan Carlos Calderón                      |          |  |
| 5.         | «Quién eres tú»            | Juan Carlos Calderón                      |          |  |
| 6.         | «Insaciable»               | Juan Carlos Calderón                      |          |  |
| 7.         | «Loca» (Crazy)             | Kenny Rogers                              |          |  |
| 8.         | «Mi soledad»               | Luis Gómez Escolar · Olga Álvarez         |          |  |
| 9.         | «Contigo aprendí»          | Juan Carlos Calderón                      |          |  |
| 10.        | «La marea»                 | Luis Gómez Escolar · Ricardo Rauet        |          |  |

## Créditos
- Letras y música: Juan Carlos Calderón, excepto lo señalado.
- Arreglos: Juan Carlos Calderón.
- Arreglo de cuerdas en 4,7: Javier Iturralde
- Arreglo de base en 4,6,10: K. C. Porter

## Músicos
- Paul Jackson, Jr.:Guitarra eléctrica
- Fernándo López: Guitarra acústica
- John Robinson: Batería
- Juan Carlos Calderón, Ricardo Rauet, K. C. Porter, Randy Waldman, Robbie Buchanan, Alberto Estebanez: teclados
- Dennis Belfield: Bajo
- Juan Canovas, Emilio Cuervo Webo, Susana De Las Heras, Andrea Bronston: Coros
- Mariano Rico, Pepe Ébano: Percusiones
- Grabado y Mezclado Por: Benny Faconne, Steve Taylor
- Asistente : Raúl Marcos
- Estudio de Grabación: George Tobin Studio (Hollywood), Hispavox, (Madrid, España).

- Datos: Q6164927